# Вискосил, Джо
Джозеф «Джо» Вискосил (англ. Joseph "Joe" Viskocil; 21 декабря 1952 — 11 августа 2014, Лос-Анджелес, Калифорния, США) — американский постановщик специальных и визуальных эффектов, специализировавшийся в пиротехнике. Лауреат премии «Оскар» за лучшие визуальные эффекты в фильме «День независимости».

## Карьера
Карьеру в кинематографе начал в середине 1970-х, в частности работал в съёмочной группе фантастической ленты Джорджа Лукаса — «Звёздные войны» (1977), где Джо Вискосил ассистировал Джону Дайкстре в создании эффектного взрыва Звезды смерти в кульминационной концовке картины. Также участвовал в работе над вторым фильмом звёздной саги (1980).
В 1980-е и начале 1990-х сотрудничал с режиссёром Джеймсом Кэмероном в работе над спецэффектами в двух первых частях «Терминатора», научно-фантастической ленте «Бездна» (1989) и комедийном боевике «Правдивая ложь» (1994). В 1997 году за визуальные эффекты в фильме Роланда Эммериха — «День независимости» (1996) был удостоен «Оскара» и номинировался на премию Британской киноакадемии.
Скончался 11 августа 2014 года в больнице Лос-Анджелеса, на 62-м году жизни, от осложнений вызванных болезнью печени и почек.

## Фильмография
Визуальные эффекты
- 1974 — Флэш Гордон / Flesh Gordon (effects technician — в титрах не указан)
- 1977 — Звёздные войны. Эпизод IV: Новая надежда / Star Wars (miniature explosions: miniature and optical effects unit)
- 1979 — День, когда время закончилось / The Day Time Ended (special pyrotechnic effects)
- 1980 — Звёздные войны. Эпизод V: Империя наносит ответный удар / The Empire Strikes Back (miniature pyrotechnics: miniature and optical effects unit)
- 1983 — Космический охотник: Приключения в запретной зоне / Spacehunter: Adventures in the Forbidden Zone (special visual effects pyrotechnics: Fantasy II Film Effects)
- 1984 — Хозяин подземной тюрьмы / The Dungeonmaster / Ragewar (pyro effects: «Stone Canyon Giant» sequence)
- 1984 — Терминатор / The Terminator (pyrotechnics and fire effects: Fantasy II Film Effects)
- 1985 — Возвращение живых мертвецов / The Return of the Living Dead (nuclear explosion)
- 1986 — Зубастики / Critters (modelmakers & crew: Fantasy II Film Effects, Inc.)
- 1988 — Удалённый контроль / Remote Control (visual effects)
- 1990 — Солнечный кризис / Solar Crisis (pyrotechnician)
- 1991 — Терминатор 2: Судный день / Terminator 2: Judgment Day (pyrotechnic supervisor: Fantasy II Film Effects)
- 1991 — Цена заклятия смерти (ТВ) / Cast a Deadly Spell (visual effects)
- 1992 — Форсаж (ТВ) / Afterburn (pyrotechnics: Stargate Films)
- 1992 — Бэтмен возвращается / Batman Returns (pyrotechnic supervisor: Stetson Visual Services)
- 1993 — Дневной сеанс / Matinee (pyrotechnic supervisor: miniature effects)
- 1994 — Правдивая ложь / True Lies (pyrotechnics supervisor: Digital Domain)
- 1994 — Интервью с вампиром / Interview with the Vampire: The Vampire Chronicles (visual effects pyrotechnic supervisor: Digital Domain)
- 1995 — Джонни-мнемоник / Johnny Mnemonic (pyrotechnic supervisor: Fantasy II Film Effects)
- 1995 — Аполлон-13 / Apollo 13 (pyrotechnics supervisor: Digital Domain)
- 1997 — Вулкан / Volcano (miniature effects supervisor: mechanical effects) / (miniature pyrotechnics supervisor)
- 1998 — Годзилла / Godzilla (miniature special effects supervisor)
- 1998 — Армагеддон / Armageddon (pyro/special effects crew chief: Digital Domain)
- 1998 — Мафия! / Mafia! (pyrotechnics supervisor: Stargate Films)
- 2000 — Крик 3 / Scream 3 (pyrotechnics supervisor: Fantasy II Film Effects)
- 2000 — Азартные игры / Reindeer Games (pyrotechnic supervisor: miniatures, Cinema Production Services)
- 2000 — Поле битвы: Земля / Battlefield Earth (miniature special effects supervisor)
- 2001 — Пришелец / Impostor (pyrotechnic supervisor: Cinema Production Services)
- 2003 — Лига выдающихся джентльменов / The League of Extraordinary Gentlemen (pyrotechnic supervisor: Cinema Production Services Inc.)
- 2008 — Путешествие к центру Земли / Journey to the Center of the Earth (miniature effects supervisor)
- 2015 — Добыча / The Prey (visual effects supervisor)

Спецэффекты
- 1984 — Охотники за привидениями / Ghostbusters (pyrotechnic supervisor: Staypuft — в титрах не указан)
- 1986 — Дом / House (mechanical effects)
- 1986 — Вамп / Vamp (special effects)
- 1986 — Мальчик, который умел летать / The Boy Who Could Fly (special effects technician)
- 1986 — Наизнанку / Inside Out (special effects)
- 1986 — Тихая прохлада / Quiet Cool (pyrotechnician)
- 1987 — Student Confidential (pyrotechnician)
- 1987 — Повелители вселенной / Masters of the Universe (pyro technician)
- 1988 — Клоуны-убийцы из космоса / Killer Klowns from Outer Space (pyrotechnician)
- 1988 — Капля / The Blob (mechanical effects: post-production)
- 1988 — Позывной Бэт-21 / Bat*21 (pyrotechnician)
- 1989 — Бездна / The Abyss (special effects coordinator: Los Angeles)
- 1989 — Робот Джокс / Robot Jox (pyrotechnic coordinator) / (pyrotechnician: second unit, USA)
- 1989 — Call from Space (короткометражный) (mechanical effects)
- 1990 — Кожаное лицо: Техасская резня бензопилой 3 / Leatherface: The Texas Chainsaw Massacre III (pyrotechnician)
- 1990 — Посвящение: Тихая ночь, смертельная ночь 4 (Video) / Initiation: Silent Night, Deadly Night 4 (special effects)
- 1990 — Повелитель кукол 2 (Video) / Puppet Master II (special effects pyrotechnics)
- 1991 — Полёт чёрного ангела (ТВ) / Flight of Black Angel (firearm effects)
- 1991 — Бартон Финк / Barton Fink (special effects foreman)
- 1991 — Терминатор 2: Судный день / Terminator 2: Judgment Day (special effects supervisor: 4-Ward Productions)
- 1992 — Игрушки / Toys (pyrotechnics: Dream Quest Images)
- 1992 — Passionata (TV Movie) (fire effects coordinator)
- 1993 — Ultraman: The Ultimate Hero (TV Series) (special effects supervisor)
- 1993 — Клёвые девочки / Bikini Squad (special effects coordinator)
- 1994 — Тайные грехи отца (ТВ) / Secret Sins of the Father (special effects)
- 1994 — Клиффорд / Clifford (special effects)
- 1994 — Армейские приключения / In the Army Now (pyrotechniques)
- 1995 — Джонни-мнемоник / Johnny Mnemonic (pyrotechnic supervisor)
- 1995 — Нет пути назад / No Way Back (second unit pyrotechnics)
- 1995 — В осаде 2: Тёмная территория / Under Siege 2: Dark Territory (pyrotechnics supervisor)
- 1995 — Волшебное Озеро / Magic in the Water (pyrotechnician)
- 1996 — День независимости / Independence Day (mechanical effects supervisor) / (pyrotechnics supervisor — в титрах не указан)
- 1997 — Чужой: Воскрешение / Alien: Resurrection (pyrotechnics supervisor)
- 1999 — Дорога на Арлингтон / Arlington Road (pyrotechnics supervisor)
- 1999 — Атомный поезд (ТВ) / Atomic Train (pyrotechnician)
- 1999 — Dream Parlor (special effects supervisor)
- 2000 — Поле битвы: Земля / Battlefield Earth (pyro supervisor)
- 2002 — Комната страха / Panic Room (special effects supervisor)
- 2002 — Звёздный путь: Возмездие / Star Trek: Nemesis (lead pyro technician)
- 2004 — Отряд «Америка»: Всемирная полиция / Team America: World Police (special effects supervisor)
- 2006 — 10.5 баллов: Апокалипсис (ТВ) / 10.5: Apocalypse (special effects)
- 2006 — Дыхание смерти / Slip (special effects)
- 2007 — Люцифер (короткометражный) / Lucifer (special effects)
- 2007 — Американская трагедия (короткометражный) / An American Tragedy (special effects)
- 2010 — The Sierra (короткометражный) (special effects)
- 2010 — Всё к лучшему / Barry Munday (special effects technician)
- 2010 — Dorito-hibition! (короткометражный) (special effects supervisor)
- 2010 — Love & Vengeance (короткометражный) (special effects)
- 2011 — Исходный код / Source Code (pyrotechnics consultant)
- 2011 — Сверхвоины (сериал) / Supah Ninjas (special effects foreman — 3 эпизода)
- 2013 — Непристойная комедия / InAPPropriate Comedy (special effects)
- 2014 — Glow (короткометражный) (spfx supervisor)
- 2020 — Добыча / THE PREY: Legend of Karnoctus (special effects supervisor)

## Награды и номинации
За визуальные эффекты в фильме «День независимости» Джо Вискосил был номинирован на несколько престижных премий:
| • Премия «Оскар»-1997 за лучшие визуальные эффекты | Награда   |
| • Премия BAFTA-1997 за лучшие визуальные эффекты   | Номинация |
| • Премия «Сатурн»-1997 за лучшие спецэффекты       | Награда   |